# Sibérie m’était contéee
Sibérie m’était contéee [sic] oder Siberie m’etait contéee [sic] (fr.: „[Die Geschichte von] Sibirien wurde mir erzählt“) ist das bislang dritte Studio-Album in der Solokarriere von Manu Chao.

## Übersicht
Es wurde am 1. November 2004 veröffentlicht und besteht erstmals für Chao nur aus Liedern auf Französisch. Bei diesem Werk handelt es sich eigentlich nur um eine CD-Beilage eines sozial- und gesellschaftskritischen Kinderbuches mit Zeichnungen von Jacek Woźniak und Texten von Manu Chao. Verkauft wurde es fast ausschließlich in Frankreich bei sehr geringen Auflagen.
Die Lieder auf dem Album, wie zum Beispiel Petite blonde du Boulevard Brune, beziehen sich sehr auf Paris und das Leben in dieser Stadt. Das Stück Helno est mort („Helno ist tot“) ist wiederum seinem Freund Helno (Noël Rota), dem an einer Drogenüberdosis gestorbenen Sänger von Les Négresses Vertes, gewidmet.

## Titelliste
1. Le P’tit jardin
2. Petite blonde du boulevard Brune
3. La valse à sale temps
4. Les mille paillettes
5. Il faut manger
6. Helno est mort
7. J’ai besoin de la lune
8. L’automne est las
9. Si loin de toi, je te joue
10. 100.000 remords
11. Trop tot, trop tard
12. Te tromper
13. Madame banquise
14. Les Rues de l’Hiver
15. Sibérie fleuve amour
16. Les petites planètes
17. Te souviens tu...
18. J’ai besoin de la lune remix
19. Dans mon jardin
20. Merci bonsoir...
21. Je suis fou de toi
22. Les yeux turquoises
23. Sibérie